# Réserve Cousteau
Pour les articles homonymes, voir Cousteau.
La réserve Cousteau est un espace maritime protégé situé principalement sur la commune de Bouillante et en partie sur celle de Pointe-Noire sur la côte-sous-le-vent de l'île Basse-Terre en Guadeloupe. Faisant partie du Parc national de la Guadeloupe, la réserve s'étend sur environ 400 hectares autour des îlets Pigeon, face à la plage de Malendure. La zone permet de protéger les fonds marins et limiter la pêche.

## Histoire
Ce n'est pas, comme il est trop souvent raconté, à la suite du tournage du film Le Monde du Silence réalisé en Mer Rouge en 1954-1955 par Louis Malle et Jacques-Yves Cousteau que l'océanographe accole son nom à ce qui allait devenir l'un des plus célèbres lieu de plongée de la Mer des Caraïbes.
Ce n'est qu'en 1959, lors des essais en Guadeloupe de la toute nouvelle soucoupe plongeante sur des fonds de moins 100 mètres, que le commandant de la Calypso a découvert, avec son équipe, la beauté des fonds de Malendure et qu'il a émis le souhait de faire protéger le site par la création d'une réserve marine. A titre amical puis publicitaire par les commerçants locaux que les lieux furent aussitôt parés du titre de « Réserve Cousteau » avec un succès immédiat auprès des touristes.
La richesse du site se fait rapidement connaître. Dans le même temps la plongée sous-marine de loisir se développe et plusieurs clubs s'installent autour du site. Aujourd'hui le site est devenu une étape incontournable pour les plongeurs dans l'archipel guadeloupéen.

## Mesures de protection
La réserve Cousteau n'était pas une véritable réserve naturelle au sens législatif du terme et ne bénéficiait donc pas des mesures de protections associées. La protection consistait jusqu'en 2009 en un arrêté préfectoral interdisant la pêche et le mouillage d'ancres sur le site, désormais la réserve fait partie du parc national de la Guadeloupe. Il existait depuis plusieurs années un projet de réserve marine nationale qui avait bien des difficultés à voir le jour. Depuis le décret du 3 juin 2009, l'espace parc national intègre désormais, entre autres, les fonds marins autour des Îlets Pigeon pour lesquels les communes concernées forment une vaste zone d'adhésion. Il définit une vaste zone de solidarité écologique terrestre et maritime. Coïncidant avec ces nouvelles limites, la Réserve mondiale de Biosphère de la Guadeloupe désignée par l'UNESCO en 1992 se trouve ainsi renforcée.

## Patrimoine naturel et sites de plongée
Les fonds marins autour des îlets Pigeon comprennent de nombreuses espèces de coraux, gorgones, cerveaux de Neptune, éponges, poissons tropicaux ainsi que des langoustes et des tortues marines.
Durant les mois de janvier et février il est possible d'y entendre le chant de baleines à bosses qui font leur parade nuptiale plus au large.